# 洋中镇 (尤溪县)
洋中镇是中国福建省三明市尤溪县下辖的一个镇。

## 行政区划
洋中镇共辖17个行政村，分别是：
后楼村、康林村、龙洋村、联洋村、洋边村、水圳村、洋中村、梅峰村、际口村、际深村、桂峰村、天堂村、上塘村、坪坑村、浮洋村、官洋村和王宅村。

## 文化
桂峰村为中国历史文化名村之一。
2012年，桂峰村被评为首批“中国传统村落”。